# قسم اجارود المركزي الريفي (مقاطعة غرمي)
قسم اجارود المركزي الريفي (بالفارسية: دهستان اجارود مرکزی) هي منطقة سكنية تقع في قسم في إيران. يقدر عدد سكانها بـ 2,301 نسمة .